# Dommiers
Dommiers ist eine französische Gemeinde mit 306 Einwohnern (Stand: 1. Januar 2022) im Département Aisne in der Region Hauts-de-France (frühere Region: Picardie). Sie gehört zum Arrondissement Soissons und zum Kanton Vic-sur-Aisne. Die Einwohner werden als Dommarien(ne)s bezeichnet.

## Geographie
Die Gemeinde Dommiers liegt rund zehn Kilometer südwestlich von Soissons und 13 Kilometer nordöstlich von Villers-Cotterêts. Sie umfasst die Häusergruppen La Glaue und Ferme du Chauffour. Durch Dommiers führt die Route nationale 2. Nachbargemeinden von Dommiers sind Saconin-et-Breuil im Nordosten, Missy-aux-Bois und Chaudun im Osten, Saint-Pierre-Aigle im Süden und Westen sowie Cutry im Nordwesten,.

## Bevölkerungsentwicklung
| Jahr                       | 1962 | 1968 | 1975 | 1982 | 1990 | 1999 | 2006 | 2014 | 2021 |
| Einwohner                  | 284  | 260  | 258  | 221  | 252  | 279  | 303  | 291  | 301  |
| Quellen: Cassini und INSEE |      |      |      |      |      |      |      |      |      |

## Sehenswürdigkeiten
- nach 1918 wiederaufgebaute Kirche Notre-Dame
- Brunnen
- Ferme de la Glaue mit Umfassungsmauer und Taubenhaus

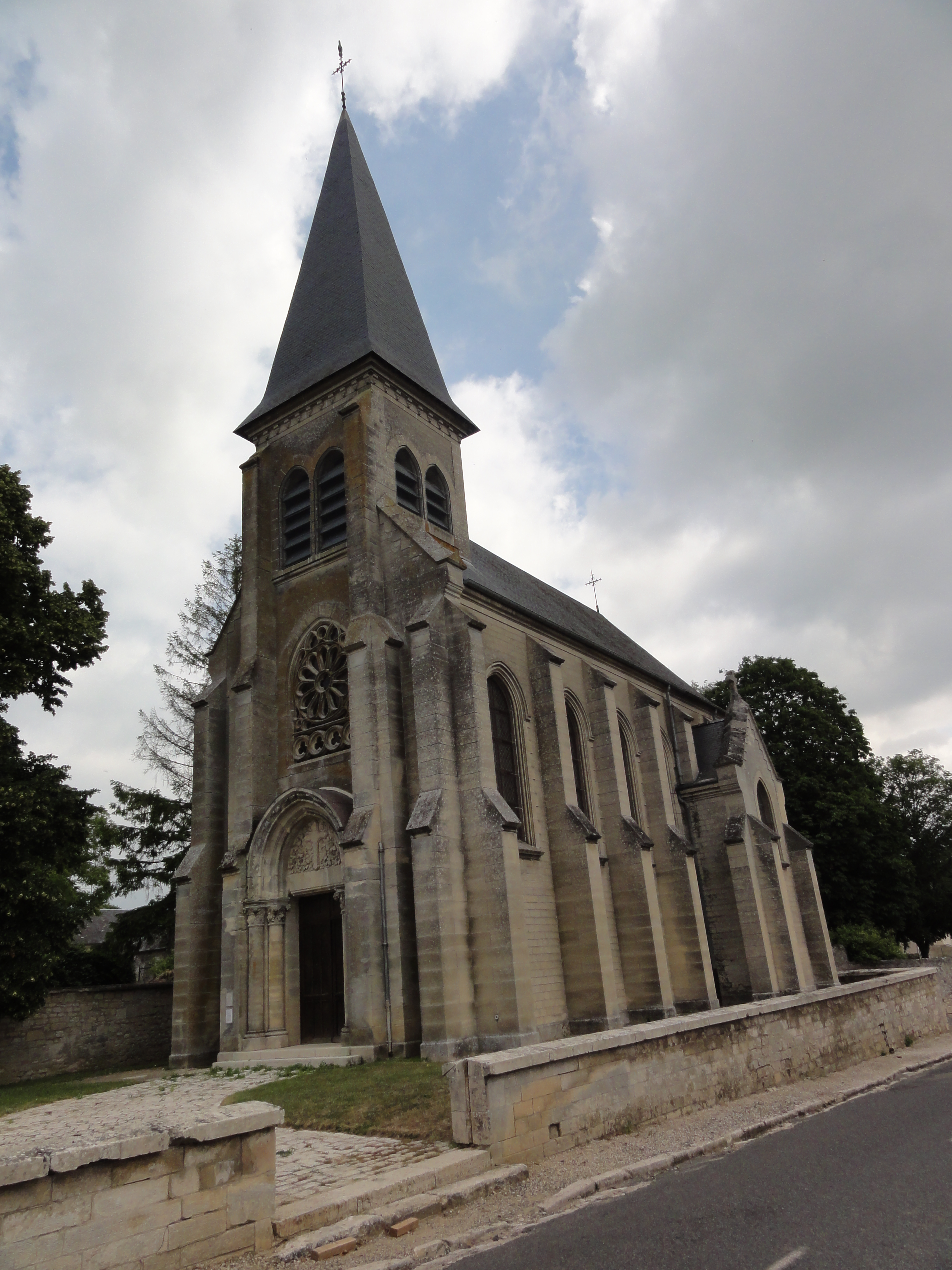
Kirche Notre-Dame
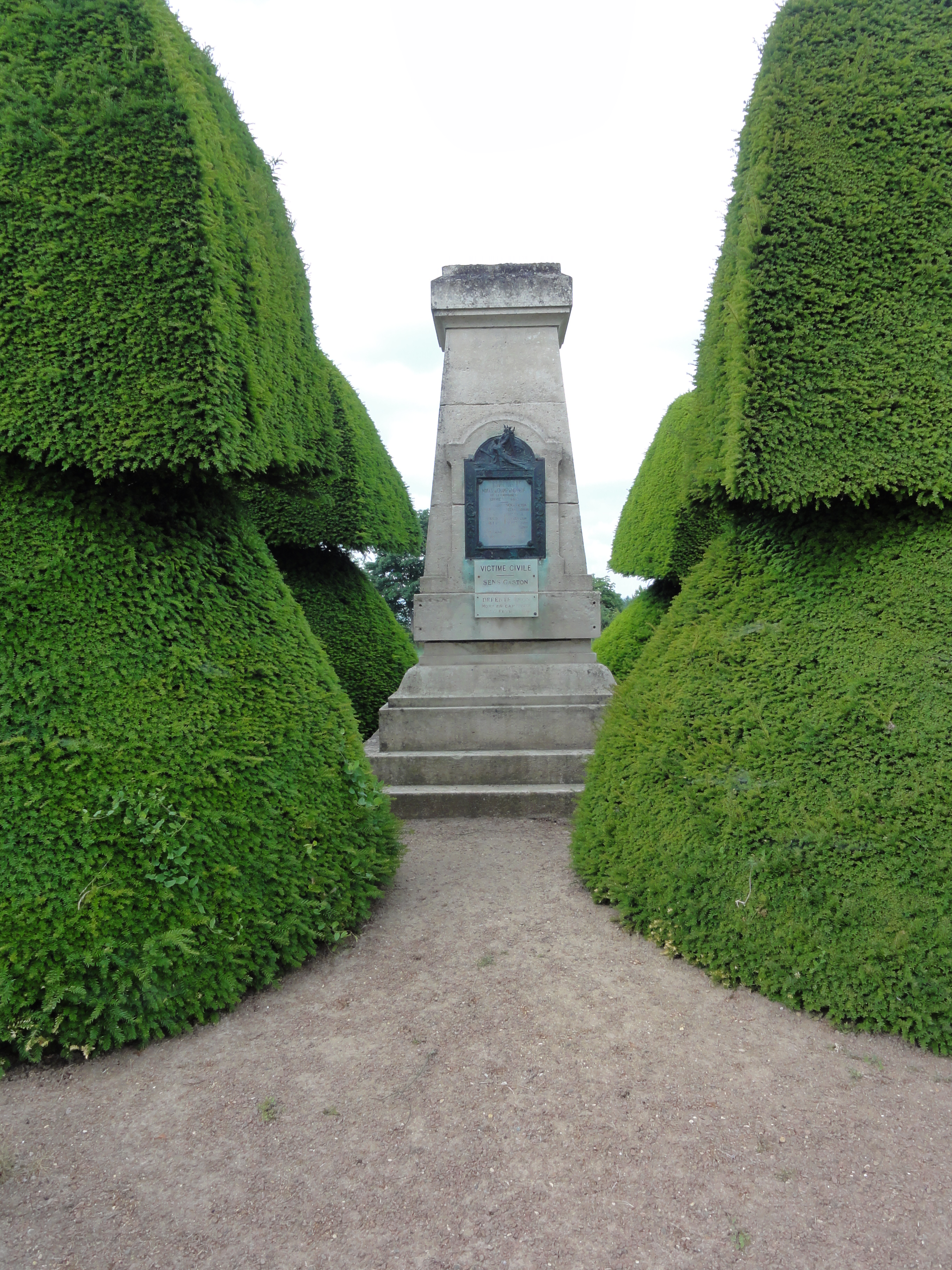
Gefallenendenkmal
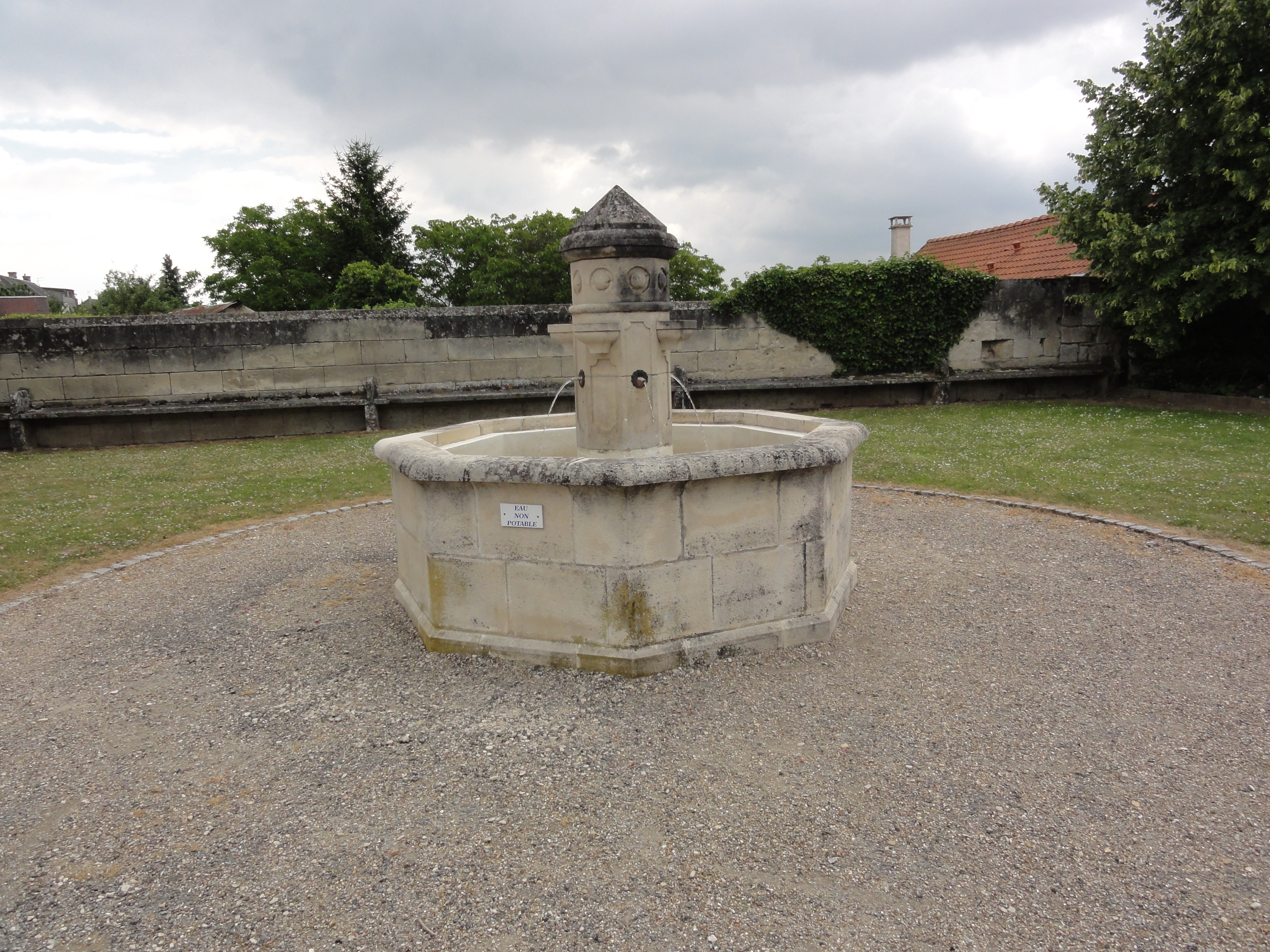
Brunnen